# Olià
Olià est un village situé en Catalogne, il appartient à la commune de Bellver de Cerdanya, dans la comarque de la Basse-Cerdagne. Il est compris dans la vegueria des Hautes-Pyrénées-et-Aran

## Toponymie

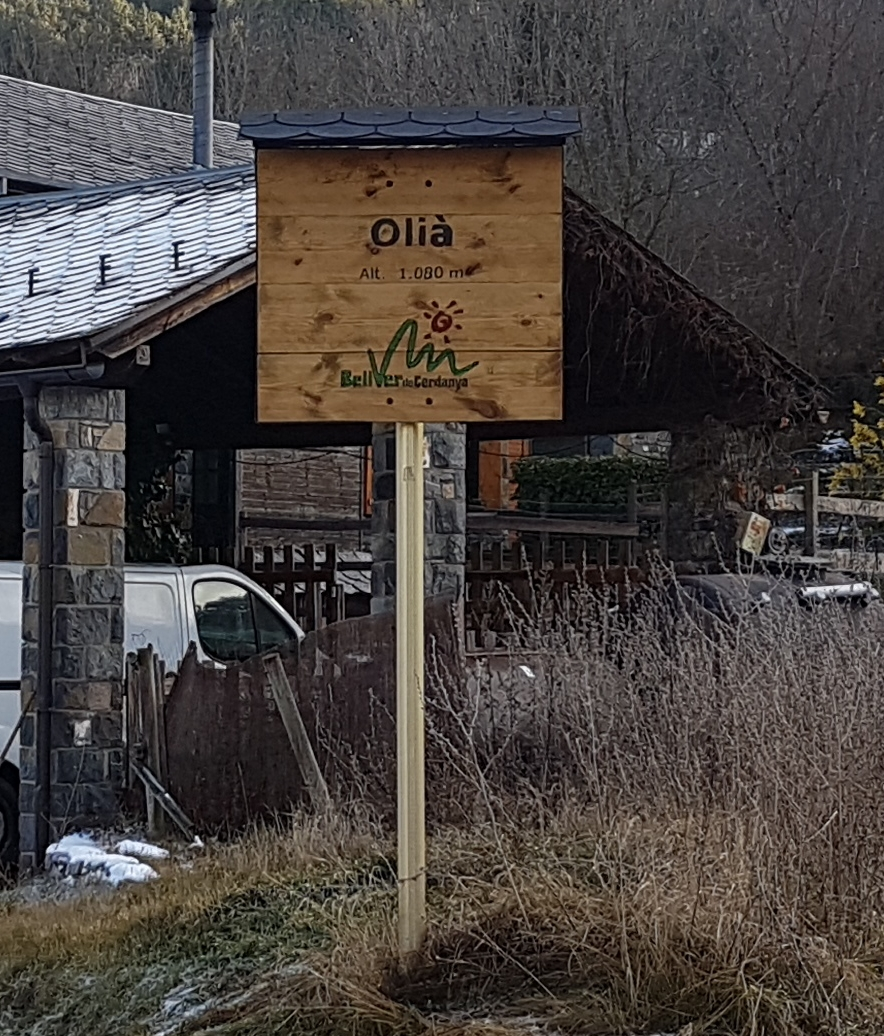
Entrée à Olià

Le nom, Olià, est d'origine latine et serait liée à un gentille roman -Olius- associé à un fundus. Associâtes à fundus parce que la ville est située au fond d'une vallée.
Le toponyme Olià présente au achèvement -à commun des zones catalanoparlants, il équivaut étymologiquement à la achèvement -ano commun aux péninsules Italiques et Ibériques, au achèvement -án commun de Occitània i Aragon, il il y a la achèvement -ain commun à Navarre. Ces achèvement accompagnent anciens antroponims correspondants aux romains, en ce cas à un AULIUS u AULUS.

## Démographie
En 2018, Olià avait 14 habitants à l'année .

## Situation et Géographie
Le village situé à 1 080 m d'altitude, près de la rivière Sègre. Il est à seulement quelques kilomètres de Bellver de Cerdanya, la ville d'Olià est au milieu des villages de Santa Eugènia de Nerellà et Nas.
Olià est délimité au nord pour le Parc Naturel de Cadi-Moixero et au sud par le village de Santa Eugènia de Nerellà. Olià est entouré par des bois de pinèdes et de frênes, principalement.

## Église de Santa Eugènia de Nerellà
Olià n'a pas église, le village dépend de l'Église de Santa Eugènia, situé dans le village voisin de Santa Eugènia de Nerellà.